# Большая Подгорная улица
Больша́я Подго́рная у́лица — улица в Томске, начинается у дома N°9 по улице Розы Люксембург, оканчивается премыканием к улице Смирнова.
Одна из самых длинных улиц Томска.
Вблизи улицы находятся известные томские ключи — ближние ключи в начале улицы, средний у пересечения с Карповским переулком, дальний — у примыкания к Дальнеключевской улице.

## История
Названа так потому, что в начальной своей части проходит под Воскресенской горой. В ходе дальнейшего развития улица получила продолжение у подножия Каштачной горы, ещё раз оправдывая своё название.

## Известные жители
В доме N°58 жил поэт и драматург Михаил Цейнер, известный стихотворением «Сибирячка» (отповедь А. П. Чехову на его оценку сибирских женщин):

…Нет, не хули моей землячки,

И злых напраслин не пиши, -

Не распознал ты сибирячки,

Не разгадал её души…